# Chrześcijańsko-Społeczna Partia Ludowa (Liechtenstein)
Chrześcijańsko-Społeczna Partia Ludowa (niem. Christlich-Soziale Volkspartei, VP) – pierwsza partia polityczna Liechtensteinu, założona w 1918 roku. Sprawowała rządy w państwie w latach 1922–1928. W 1936 roku została przekształcona w Unię Patriotyczną.

## Historia
Proces powstawania Partii Ludowej rozpoczął się od wyborów do Landtagu z 1914 roku. Czterech spośród piętnastu wybranych parlamentarzystów krytykowało zależność księstwa od Austro-Węgier, domagali się też większej demokratyzacji. Liderem opozycyjnej grupy został prawnik Wilhelm Beck. Jeszcze w 1914 roku założyli oni swój organ prasowy – wydawaną w Szwajcarii Oberrheinische Nachrichten. Chrześcijańsko-Społeczna Partia Ludowa została utworzona w 1918 roku – dokładna data nie jest znana, wiadomo jedynie, że miało to miejsce przed tegorocznymi marcowymi wyborami. Volkspartei była pierwszą partią polityczną w księstwie, jej oponentka, Postępowa Partia Obywatelska, została oficjalnie założona 22 grudnia 1918 roku.
Partia Ludowa miała reprezentować robotników i chłopów, w pierwszym okresie swojego istnienia działała głównie wśród robotników rolnych wyjeżdżających na sezonowe roboty do Szwajcarii. Programem Volkspartei było zerwanie zależności od przegrywających wojnę Austro-Węgier i związanie się ze Szwajcarią. Postulowano większą demokratyzację państwa i uchwalenie nowej konstytucji przy jednoczesnym zachowaniu monarchii. Zwolenników przysparzała partii coraz gorsza sytuacja wschodniego sąsiada. Do wyborów stanęła z hasłem „Liechtenstein dla mieszkańców Liechtensteinu”, co odnosiło się do przewagi w rządzie obywateli austriackich. Hasło te skopiowała przeciwna im Postępowa Partia Obywatelska.
W wyborach z 1918 roku partia zdobyła 5 z 12 wybieralnych miejsc w landtagu, wszystkie w Oberlandzie. Parlamentarzyści obu ugrupowań wzięli udział w listopadowym zamachu stanu, który doprowadził do zastąpienia premiera – austriackiego barona Leopolda von Imhofa – kolegialną komisją, w której skład wszedł przywódca Volkspartei, Wilhelm Beck. W wyniku tych wydarzeń spełniono główne postulaty Partii Ludowej – w 1921 roku weszła w życie nowa konstytucja oraz rozpoczęto proces zbliżenia ze Szwajcarią zakończony podpisaniem unii celnej w 1923 roku.
W 1922 roku Volkspartei wygrało wybory parlamentarne, premierem został Gustav Schädler. Partia wygrywała również dwie kolejne elekcje w 1926 roku i rządziła państwem do roku 1928. Wtedy to doszło w księstwie do Sparkasseaffäre. Była to afera finansowa związana ze spółką Spar- und Leihkasse, w której Wilhelm Beck pełnił funkcję prezydenta rady nadzorczej. Sytuacja ta odbiła się znacznie na poparciu Partii Ludowej, przeprowadzone w tym samym roku wybory wygrała Bürgerpartei. Volkspartei nie udało się już nigdy sięgnąć po władze, w latach 1930–1932 nie była nawet reprezentowana w landtagu. W 1936 roku Partia Ludowa połączyła się z pozaparlamentarną Liechtensteińską Służbą Ojczyźnie tworząc Unię Patriotyczną.
| Wybory          | Poparcie | Zmiana | Deputowani | Zmiana | Pozycja | Rząd      |
| --------------- | -------- | ------ | ---------- | ------ | ------- | --------- |
| 1918            |          |        | 5/12       | 5      | 2       | Opozycja  |
| 1922            |          |        | 11/15      | 6      | 1       | Większość |
| 1926 (styczeń)  |          |        | 9/15       | 2      | 1       | Większość |
| 1926 (kwiecień) |          |        | 9/15       | –      | 1       | Większość |
| 1928            |          |        | 4/15       | 5      | 2       | Opozycja  |
| 1930            |          |        | 0/15       | 2      | –       | Brak      |
| 1932            |          |        | 6/15       | 6      | 2       | Opozycja  |